# Bahir Dar
Bahir Dar (amárico: ባሕር-ዳር) é uma cidade no norte da Etiópia. É a capital da região de Amhara. A população estimada da cidade em si em 2023 é de 365.957, enquanto a da Zona Especial é de 474.743. 

## Demografia
A Zona Especial de Bahir Dar em 2007 continha dentro de suas fronteiras 221.991 pessoas, destas 81,16% são habitantes urbanos. 